# C
C, c (gọi là xê hoặc cờ) là chữ thứ ba trong phần nhiều chữ cái dựa trên Latinh và là chữ thứ năm trong chữ cái tiếng Việt.
Trong tiếng Etruscan, vì những phụ âm bật không được phát âm rõ, cho nên những người nói tiếng đó phải dùng chữ gama (Γ) của tiếng Hy Lạp để viết âm /k/. Lúc ban đầu, người La Mã dùng C cho hai âm /k/ và /g/, sau họ cho thêm đường ngang để trở thành G. C có thể, nhưng không chắc, chỉ dùng cho âm /g/ trong thời gian trước đó, trong khi K được dùng cho âm /k/.
- - Trong bảng chữ cái Hy Lạp, C tương đương với Γ và c tương đương với γ. Trong bảng chữ cái Cyrill, C và c giống như trong bảng chữ cái Latinh, nhưng phát âm như S.

- - Trong bảng mã ASCII dùng cho máy tính, chữ C hoa có giá trị 67 và chữ c thường có giá trị 99.

- - Trong Hoá Học C là ký hiệu cho nguyên tố Cacbon (Carbon Z = 6).
  - Trong âm nhạc, C đồng nghĩa với nốt Đô.